# Baleira
Baleira település Spanyolországban, Lugo tartományban. Baleira Castroverde, Pol, Ribeira de Piquín, A Fonsagrada, Navia de Suarna, Becerreá és Baralla községekkel határos. Lakosainak száma 1120 fő (2024).

## Népesség
A település népessége az elmúlt években az alábbi módon változott:
| Lakosok száma | 1888 | 1778 | 1658 | 1584 | 1448 | 1392 | 1296 | 1241 | 1158 | 1120 |
|               | 2001 | 2004 | 2007 | 2009 | 2012 | 2014 | 2017 | 2019 | 2022 | 2024 |